# Copidozoum spinatum
Copidozoum spinatum är en mossdjursart som beskrevs av Osburn 1950. Copidozoum spinatum ingår i släktet Copidozoum och familjen Calloporidae. Inga underarter finns listade i Catalogue of Life.